# Маамура
Маамура (Maamoura) — офшорне нафтогазове родовище у туніському секторі Середземного моря. Розташоване в затоці Хаммамет за 19 км від узбережжя в районі з глибиною моря 50 метрів.

## Опис
Родовище відкрила у 1988 році італійська компанія AGIP (на початку 2000-х стала частиною енергетичного гіганта Eni). Поклади вуглеводнів виявили у відкладеннях верхньої крейди (кампанський та маастрихтський яруси). Колектори — крейда з низькою пористістю та проникністю, з якої тим не менше при випробовуваннях другої розвідувальної свердловини отримали приплив 3300 барелів нафти на добу.
Розробка родовища, яка почалась у 2009 році, ведеться за допомогою дистанційно керованої платформи, встановленої в районі з глибиною 52 метри за 21 км від узбережжя, та двох свердловин. Продукція подається по мультифазному трубопроводу на береговий термінал в Тазерці, який одночасно обслуговує інше офшорне родовище Барака.
Видобувні запаси родовища оцінюються у 1 млрд м3 газу та 6,4 млн м3 нафти.